# 鷲原八幡宮

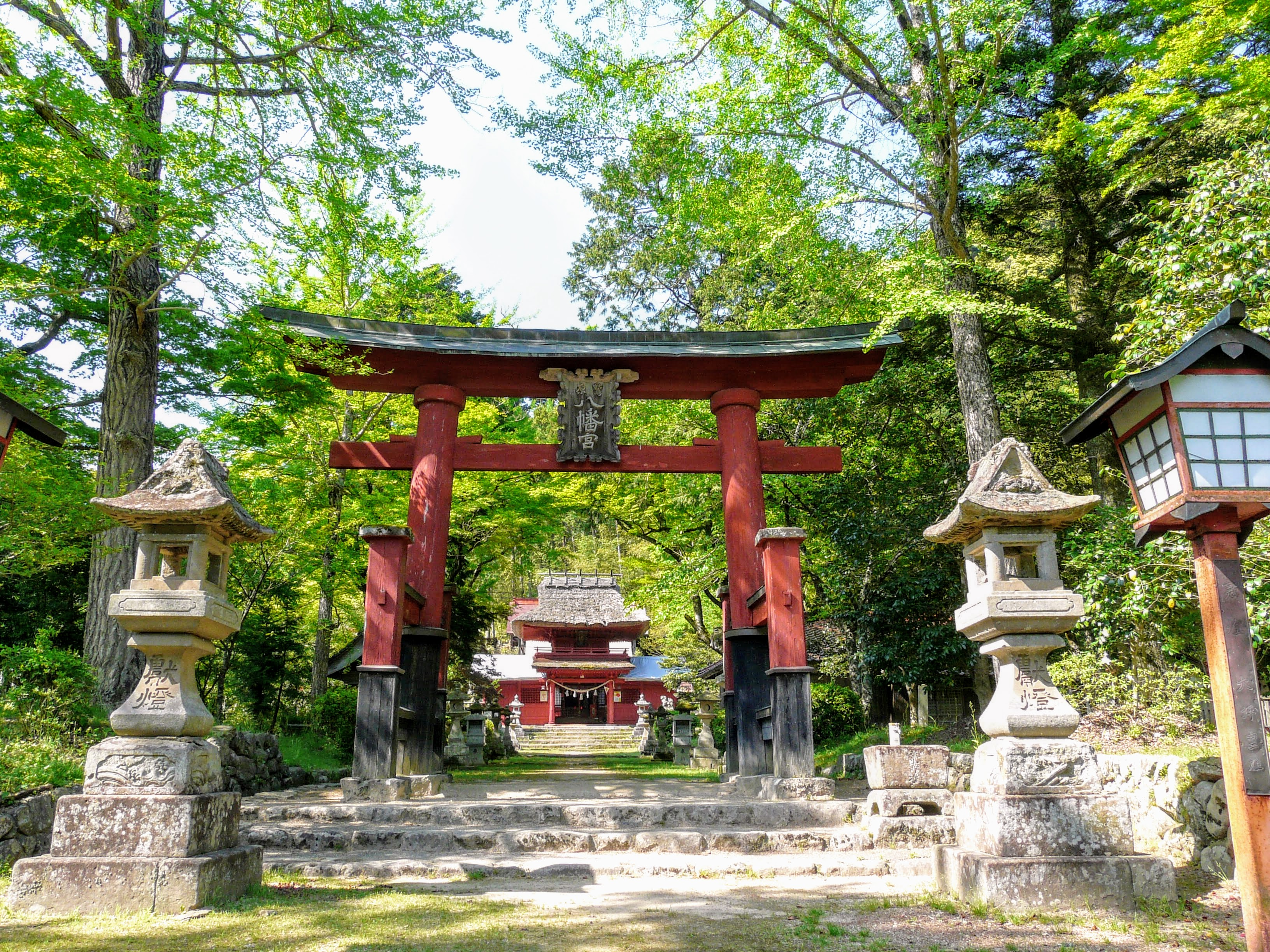
参道の鳥居と奥に楼門

鷲原八幡宮（わしばらはちまんぐう）は、島根県鹿足郡津和野町鷲原にある神社（八幡宮）。津和野町の南部、津和野城跡の南西麓に位置する。宗教法人としての名称は「八幡宮」である。

## 歴史
社伝によると、平安時代の天暦年間（947年-956年）に山根六左衛門尉という郷士が豊前・宇佐八幡宮を勧請したのにはじまり、その後、弘安5年（1282年）吉見氏の家祖・頼行が能登国から石見国木部村（現・津和野町木部）への入国に際し、鎌倉鶴岡八幡宮から勧請し、3代・直頼が嘉慶元年（1387年）に現位置に社殿を建立して遷座したと伝わる。
天文23年（1554年）に陶晴賢による津和野城攻め（三本松城の戦い）により、鷲原八幡宮を含む周辺の寺社は焼失するが、永禄11年（1568年）に吉見正頼が社殿を再建する。正徳元年（1711年）に津和野城主・亀井茲親により、大規模な改修が行われ拝殿などが建てられた。
吉見氏断絶後も津和野の守護神として崇められ、藩政が敷かれた後は坂崎氏、亀井氏の歴代藩家から崇敬され、亀井氏の時代には祇園社（現・弥栄神社）、武霊社（現・津和野神社）と合わせて津和野藩の3大社とされ、その筆頭に位置づけられていた。
明治6年（1873年）に村社に列した。
令和3年後半から保存修理事業が行われ、数年かかる予定である。

## 祭神
- 誉田別命
- 息長足姫命
- 玉依姫命
- 菅原道真
- 吉見頼行

他13柱

## 境内
- 流鏑馬馬場 - 社殿再建時の室町時代の原形を留める馬場とされる（島根県指定史跡）
- 社殿（国の重要文化財）
  - 本殿・拝殿・楼門
- 大杉 - 御神木（町指定天然記念物）
- 境内社
  - 淡嶋神社 - 和歌山県和歌山市の淡嶋神社より勧請。例大祭：7月3日。
  - 稲生社 - 祭神：宇迦之御魂神
  - 天満宮社 - 祭神：藤原道真
  - 他（1社：祭神が不明）
- 下山神社跡 - 元・境内社

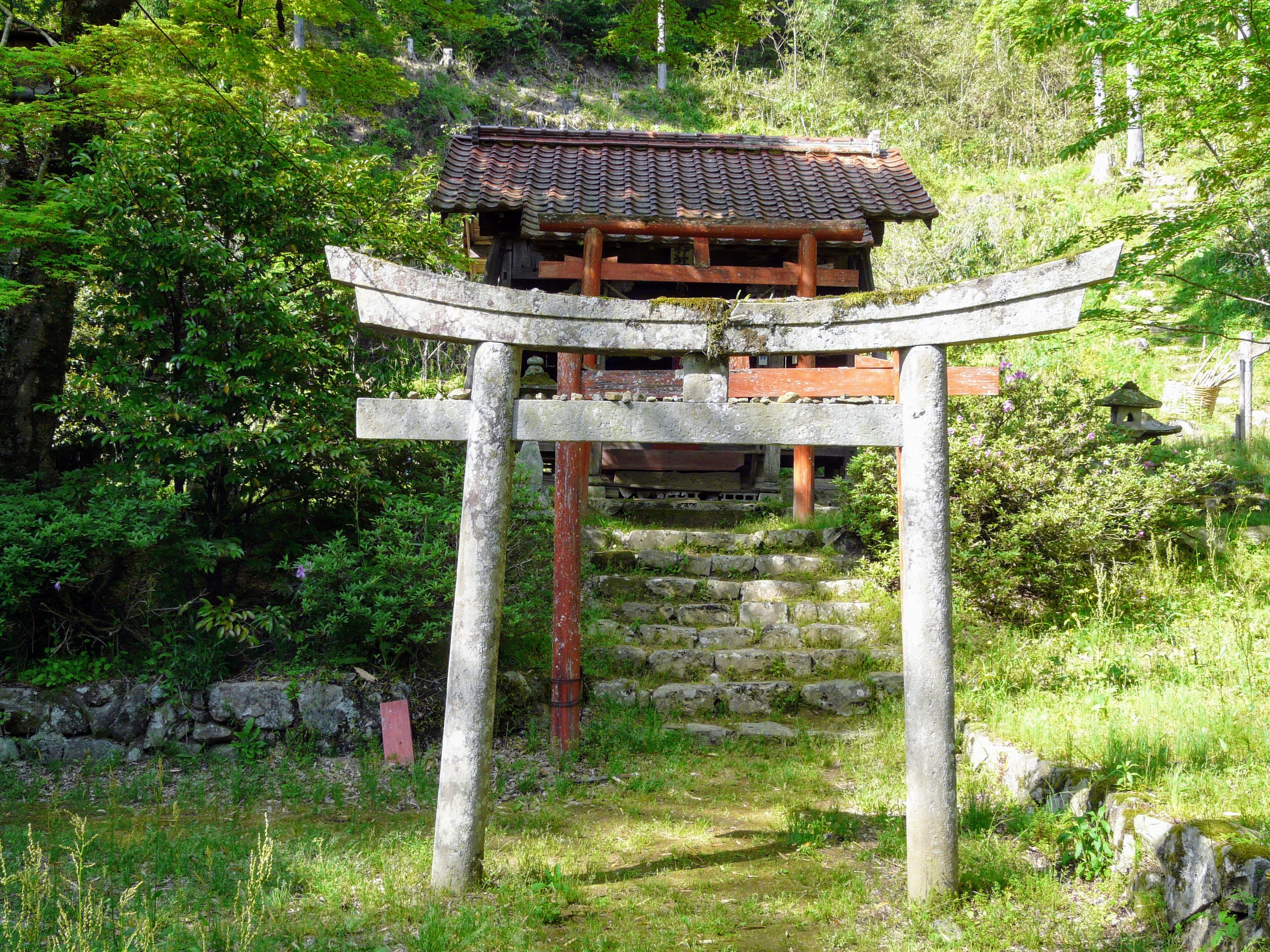
境内社：淡嶋神社
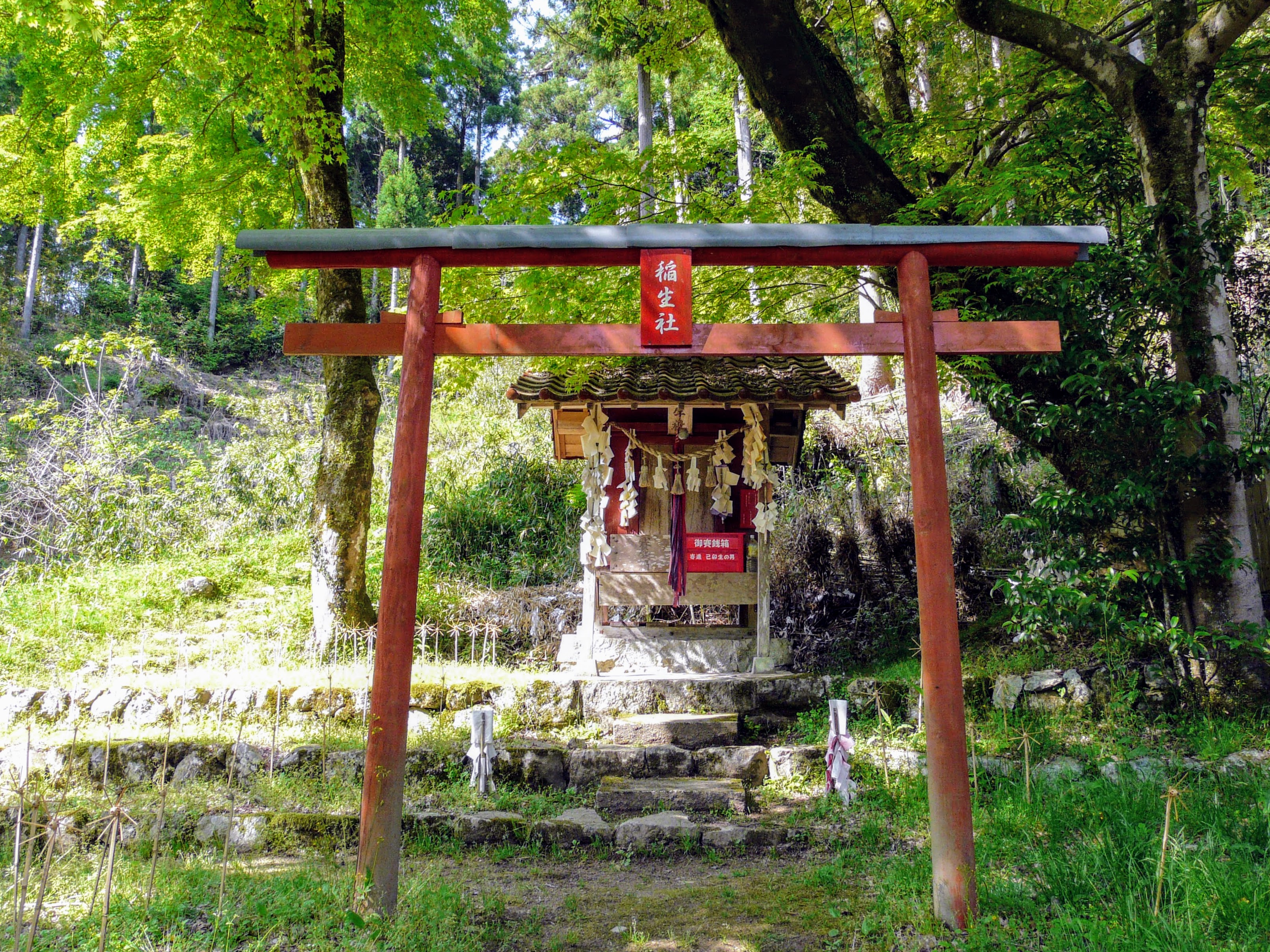
境内社；稲生社
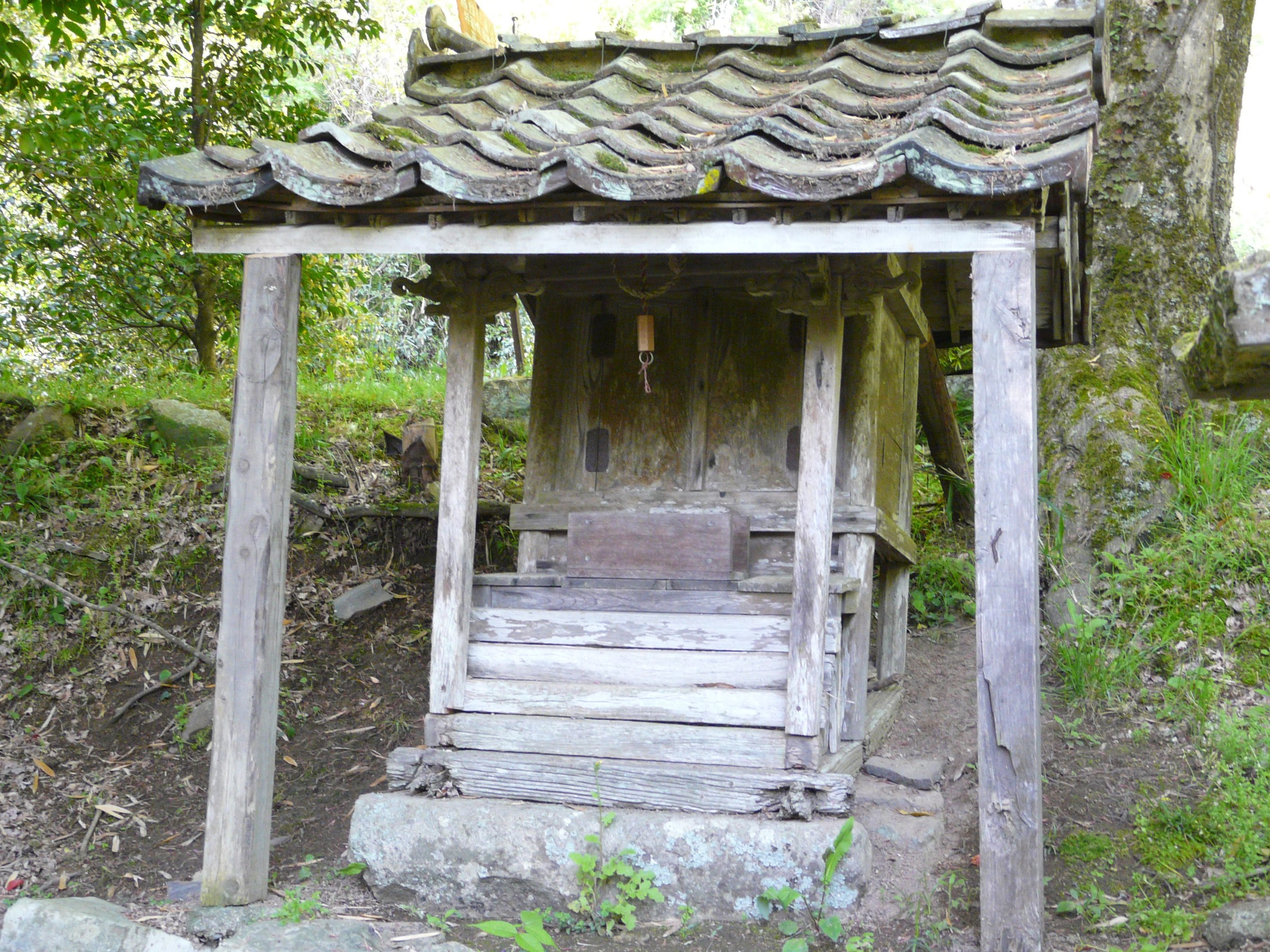
境内社：祭神不明
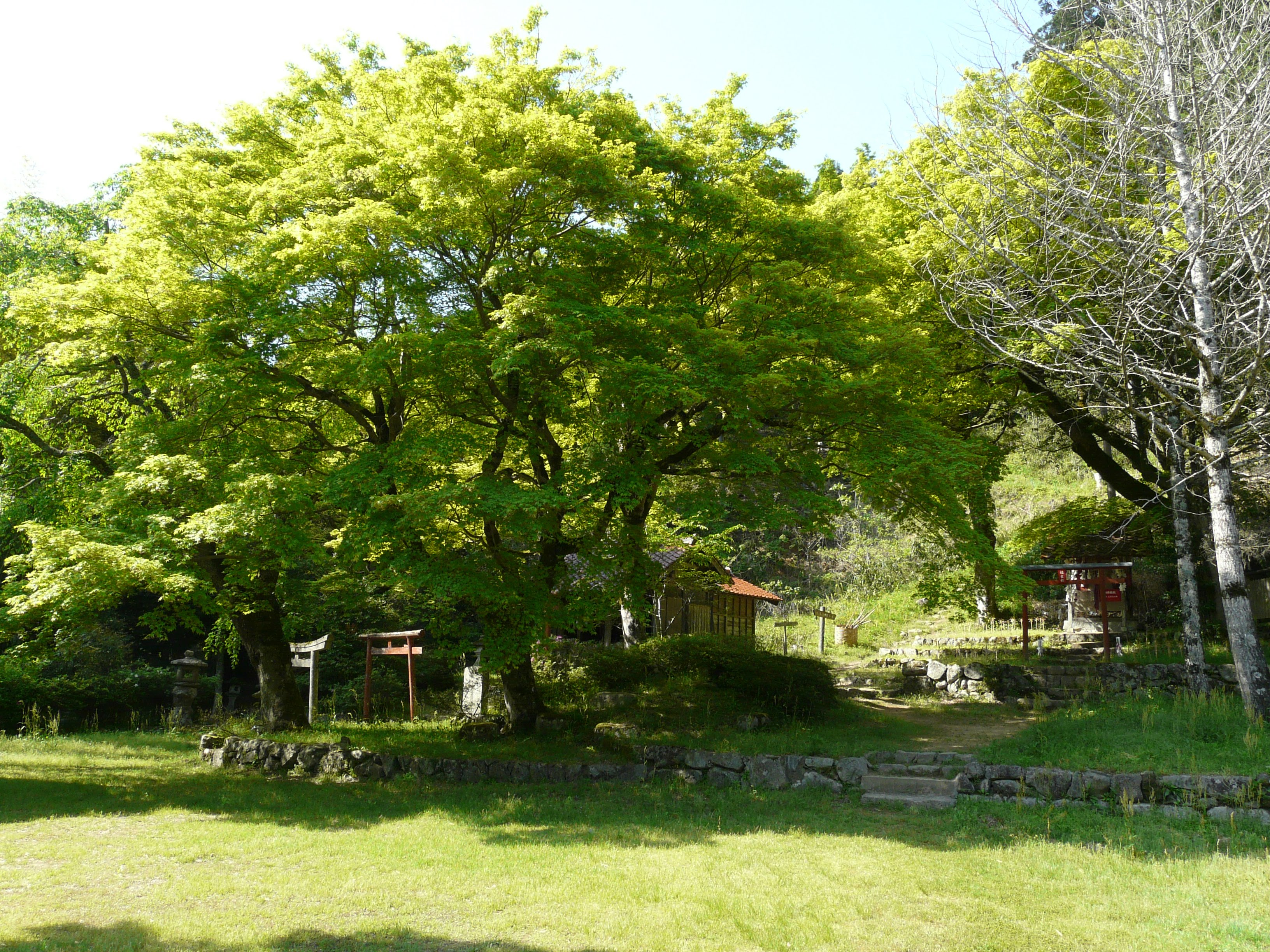
境内 左に淡嶋神社 右に稲生社
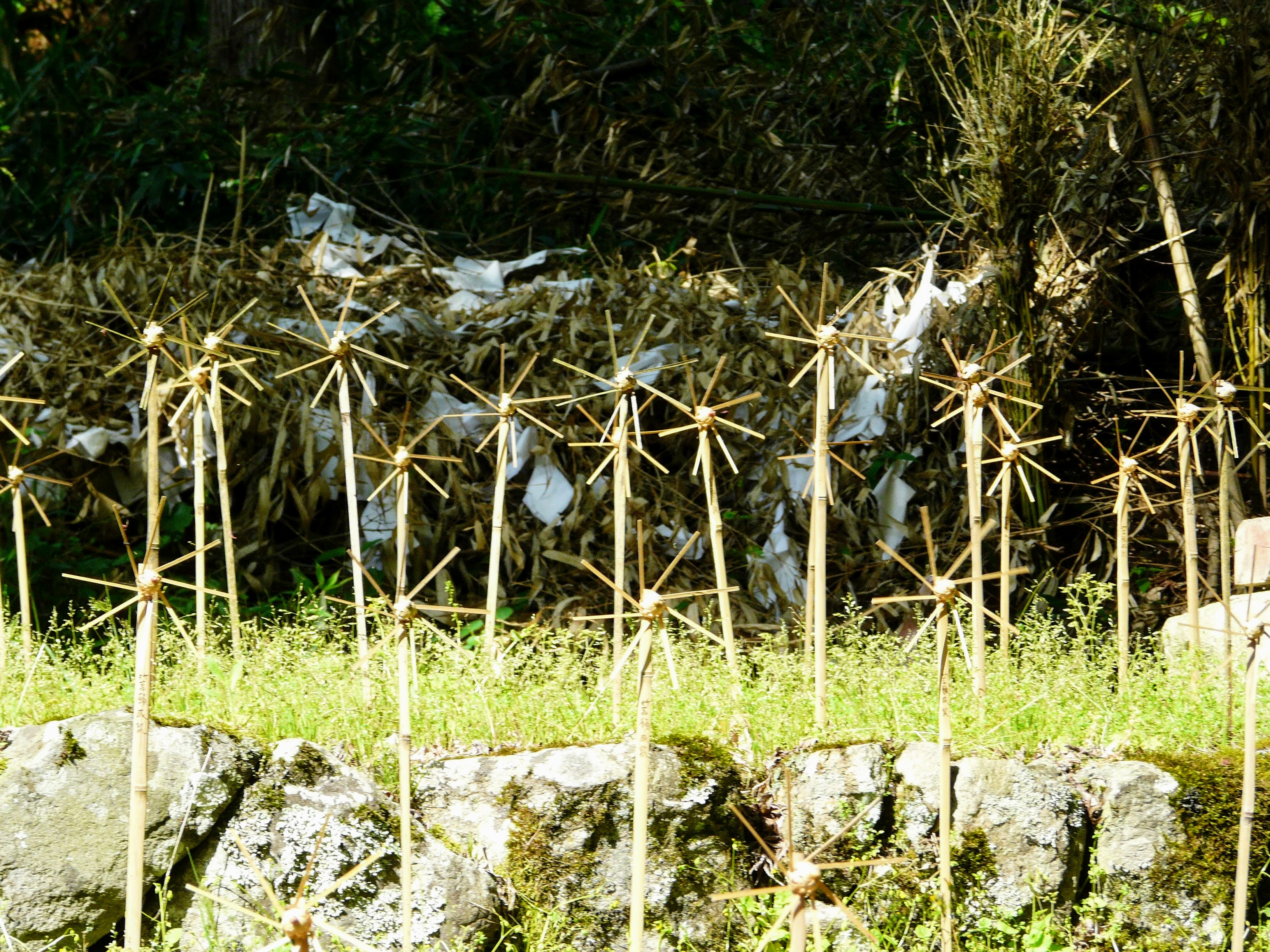
沢山の風車が願掛けとして奉納されている。

## 社殿
現在の社殿は、永禄11年（1568年）に吉見正頼が再建した本殿と楼門を基本とし、正徳元年（1711年）に津和野城主・亀井茲親により拝殿が建立され、手が加えられているが、本殿と楼門は、細部の様式や技法に室町時代後期の特徴をよく示している。本殿、拝殿、楼門が一直線上に並び、拝殿と楼門の間に方形の池を設け潔斎橋が架けられているのが特徴である。
本殿は石垣を築き一段高くなった敷地に建ち、拝殿との間には石階がある。三間社流造、杮葺で、正面に向唐破風造の向拝を設け、外周に覆屋を構える。庇部分を室内に取り込み、周囲を間仕切る外陣とし、奥の身舎部分を内陣とする。外陣は正面中央間を両開き板扉とし、他の柱間は蔀とする。内部は一室で、板敷の床、棹縁天井を張り、妻飾は豕叉首（化粧束）で、猪の目懸魚を吊る。
楼門は一間一戸の四脚門で、屋根入母屋造茅葺、正面に片流れの檜皮葺の向拝を付ける。楼門の両脇には桁行二間、梁間二間、杮葺の切妻造の翼廊が付く。下層は、土間で開放され、上層は、桁行三間、梁間二間で板敷、周囲に刎高欄付の榑縁を廻す。左右翼廊は、内部を梁行と格子戸で2室に仕切り、床は板敷で、天井は化粧屋根裏で、奥の室の随神像は門に向かって対向して安置される。
拝殿は、入母屋造で破風に猪の目懸魚を吊る。鉄板葺き、桁行（間口）3間、梁間（奥行）2間。内部は畳敷きの1室で、柱間装置は格子戸および格子窓とする。南正面に擬宝珠高欄付の太鼓橋の潔斎橋、東側面に神饌所が付属する。拝殿と楼門の間に両下造の屋根が架かる。

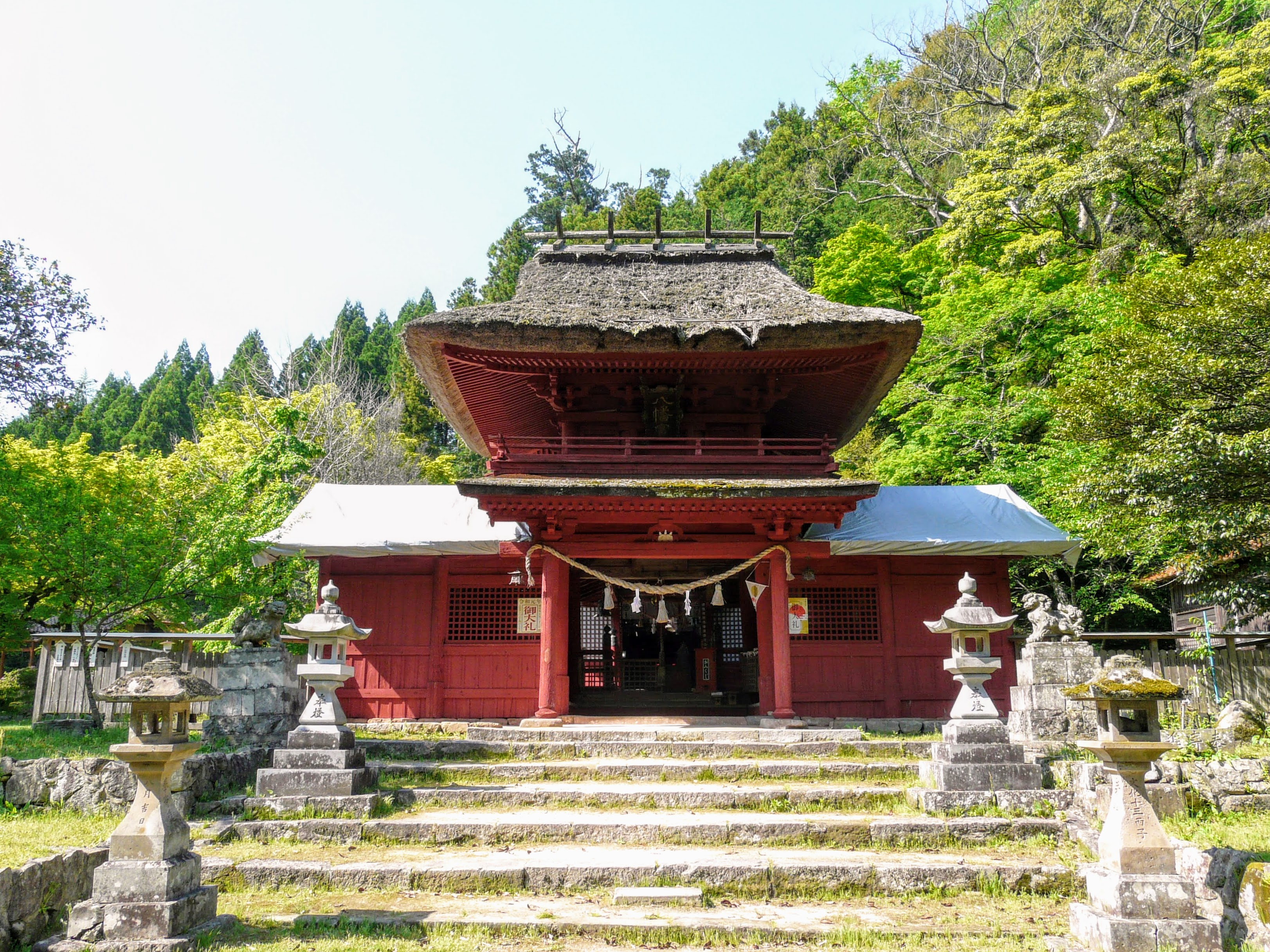
楼門 両脇に翼廊が付く
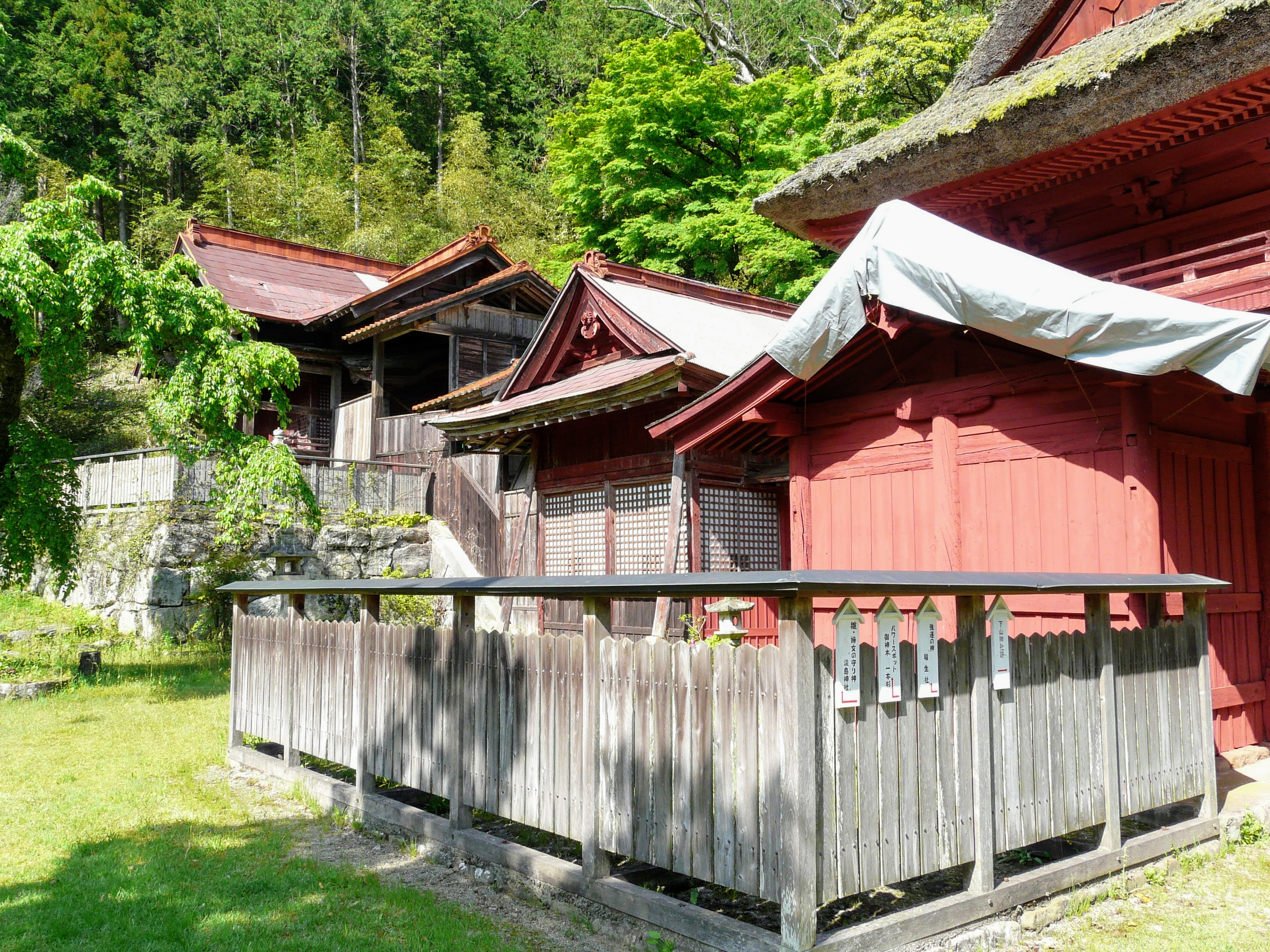
右：楼門と翼廊 中央：拝殿 左：本殿
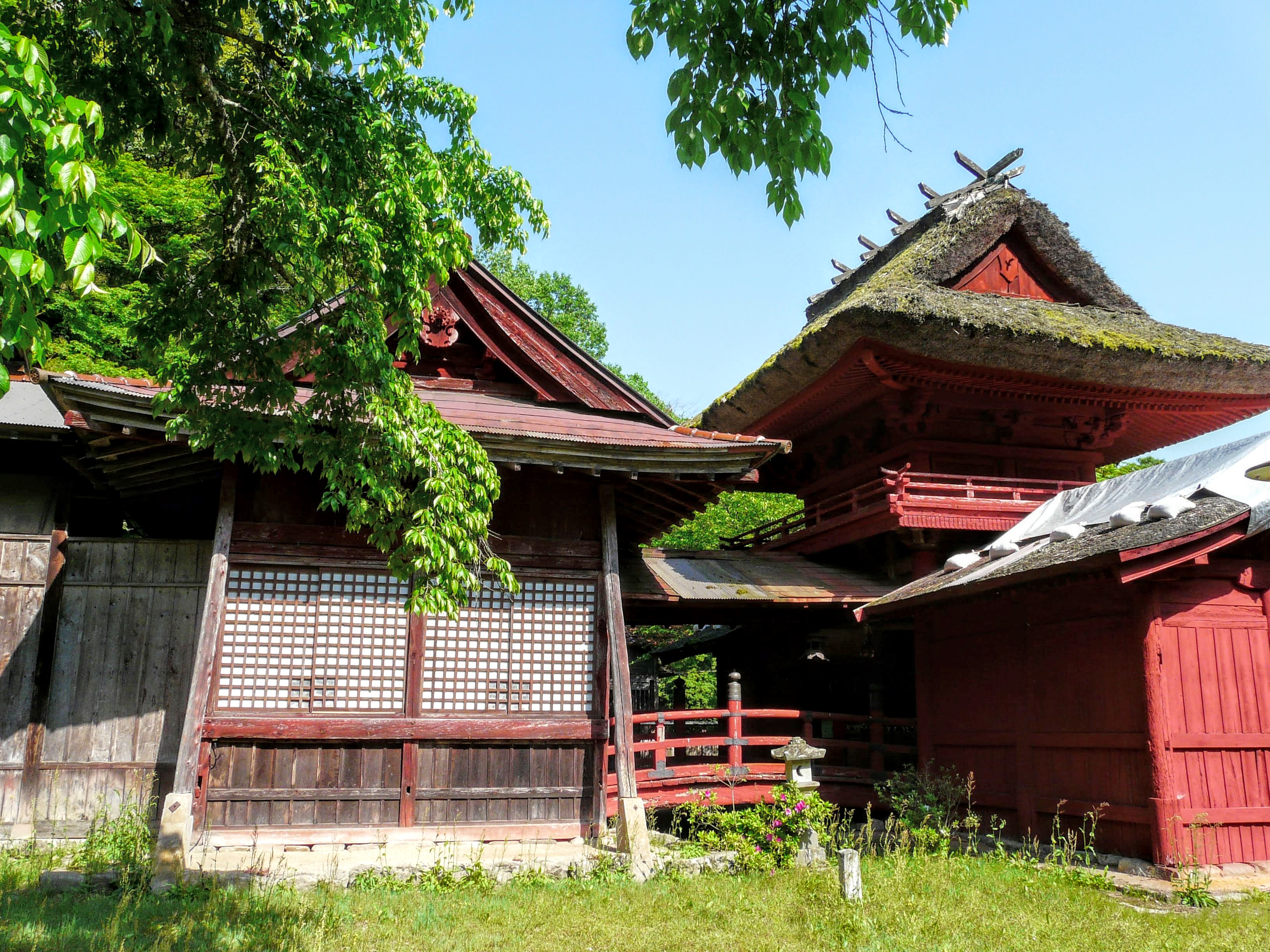
右：楼門と翼廊 左：拝殿
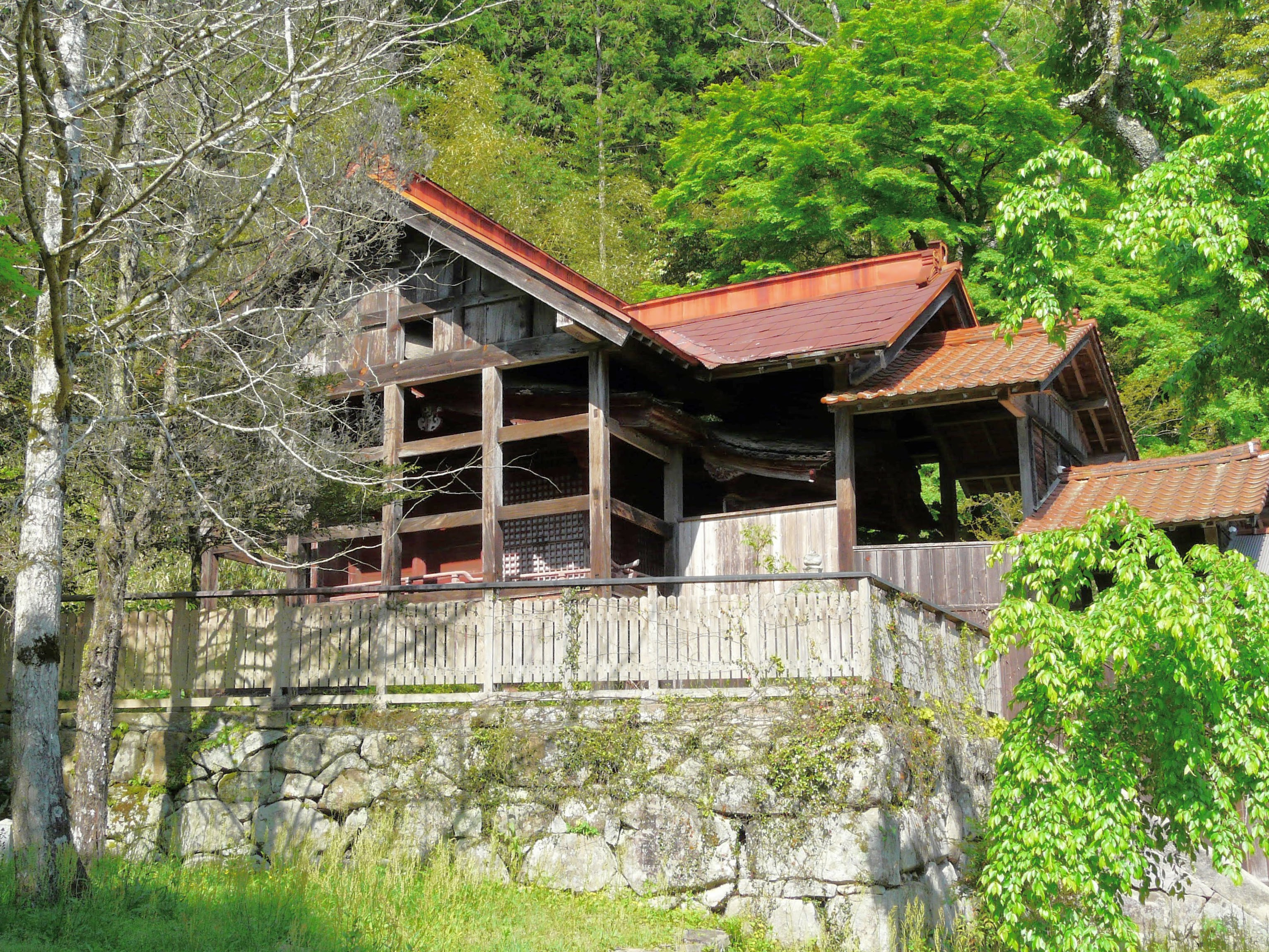
本殿 一段高い石垣上に建ち覆屋で覆われている

## 流鏑馬神事
- 4月第1日曜に、午前の部：11時と午後の部：14時に、春の大祭に奉納される。（令和2年以前は、第2日曜日に行われていた。）

鷲原八幡宮流鏑馬馬場は、江戸時代までの文献が無く詳細は不明だが、1568年（永禄11年）城主・吉見正頼が八幡宮再建のさいに造られたと伝わり、室町時代構築の流鏑馬馬場とされる。津和野藩最後の藩主・亀井茲監の業績をまとめた以曽志乃文庫：神事流鏑馬聞書によると、天下泰平、五穀豊穣を祈願する神事として、小笠原流により江戸時代に盛んに行われていたが明治以降に途絶えたとある。
昭和32年（1957年）津和野弓道会同志が歩射流鏑馬を起こし奉納され、以後、鷲原青年会有志により鷲原八幡宮春の大祭に奉納されていた。1976年（昭和51年）、30世・小笠原清信が鷲原八幡宮を参拝し、この年から小笠原流古式流鏑馬神事として復活した。
250ｍの馬場に的場が3か所設けられ、馬場末から馬場元まで馬を走らせながら馬上より矢を放つ。例年、鎌倉時代の狩装束の流鏑馬射手は3騎、軽装の平騎射が12騎が疾走する。室町時代からの原型を残す横馬場形式であり、島根県指定史跡となっている。

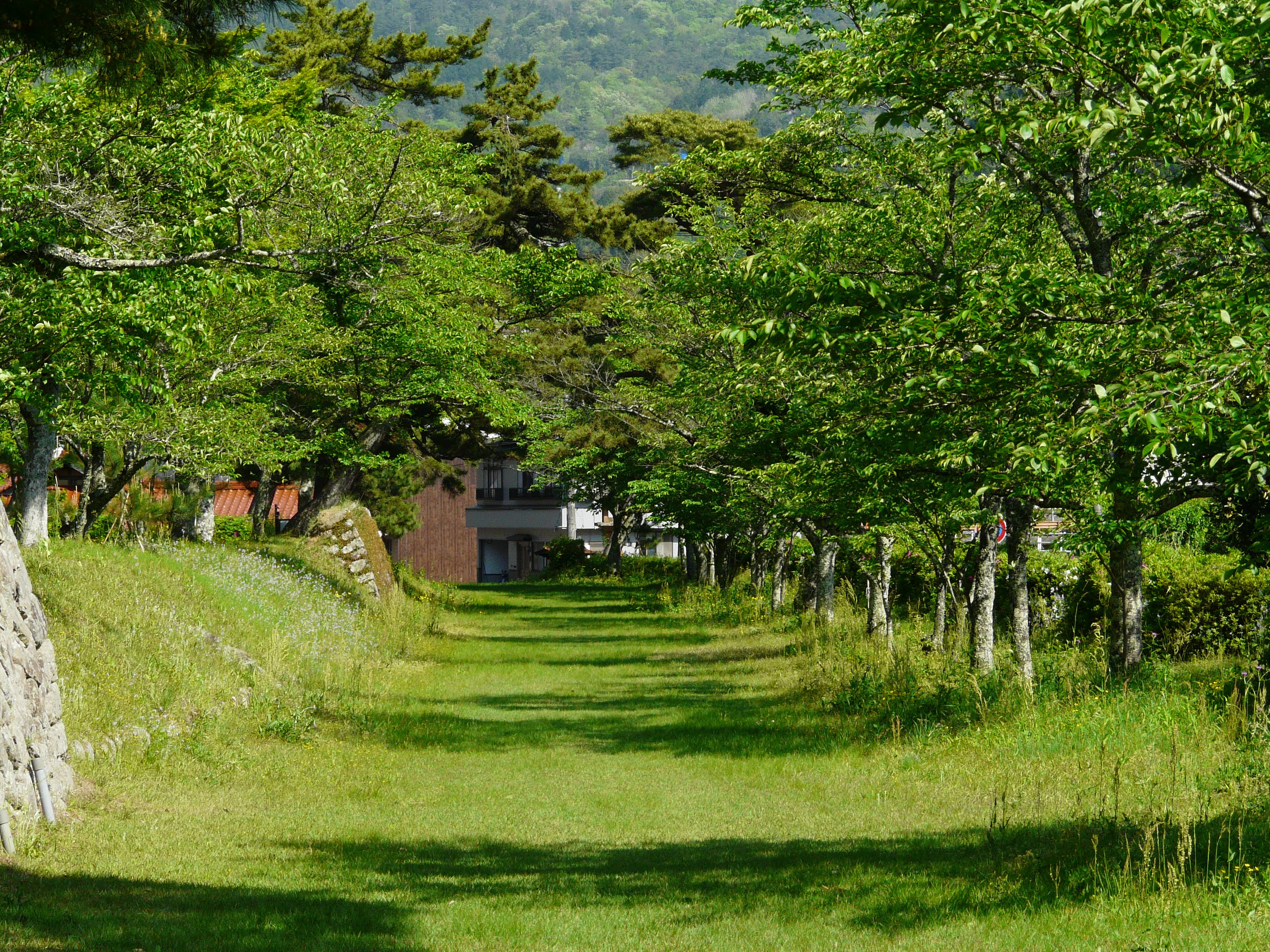
流鏑馬馬場

## 文化財

### 国の重要文化財
- 八幡宮 3棟 - 指定年月日：2011年（平成23年）11月29日[3]。

本殿と楼門は1972年（昭和47年）3月31日に島根県の有形文化財（建造物）に指定されていたが、津和野町が平成20年～22年度に実施した調査で価値が認められ重要文化財指定となった。本殿と楼門が永禄年間建立の社殿としては県内でも数少なく、室町時代後期の時代的特徴をよく現し、社殿の構成や翼廊をもつ楼門の形式に顕著な地方的特徴を有し、中国地方西部における神社建築の展開を理解する上で重要である。
- 本殿

三間社流造、向拝一間、向唐破風造、こけら葺
- 拝殿

桁行三間、梁間二間、一重、入母屋造、鉄板葺、南面潔斎橋附附属、神饌所　桁行二間、梁間二間、切妻造、鉄板葺
- 楼門

一間一戸楼門、入母屋造、向拝一間、茅葺及び檜皮葺、左右翼廊　各桁行二間、梁間二間、切妻造、こけら葺

### 島根県指定史跡
- 鷲原八幡宮流鏑馬馬場 - 1966年（昭和41年）5月31日[10]。

全長：約250 mの馬場で、永禄11年（1568年）の社殿再建の際に作られたと伝わり、社殿再建時の室町時代に構築された馬場の原形を留めているとされる。1972年（昭和47年）7月28日付で境内地を追加指定し、名称が指定名称が変更されている。

### 津和野町指定文化財
無形民俗文化財
- 鷲原八幡宮の流鏑馬神事 - 指定年月日：1996年（平成8年）4月1日。

歴史資料
- 鷲原八幡宮社殿奉納掲額 - 指定年月日：1977年（昭和52年）12月17日。

天保年間（1830-44年）に楼門に掲げられた額で「鷲原公園」と書かれており、1973年（明治6年）の太政官布達（明治6年第16号）以前に「公園」という用語が見られる点が貴重である。
天然記念物
- 鷲原八幡宮の大杉 - 指定年月日：1973年（昭和48年）10月23日。

### その他
楼門前に大島松渓作の狛犬が立ち、客社天神前の石碑に三浦紫畹（しえん）筆の梅の絵、背面に大国隆正の父である今井天柱（護斎）の碑文が刻まれている。

## アクセス
- 石見交通バス 長野行き乗車6分、鷲原下車すぐ

## 周辺施設
- 津和野城
- 太皷谷稲成神社
- 津和野町津和野伝統的建造物群保存地区
- 津和野町郷土館（外部リンク参照）